# TK Grün-Weiss Mannheim
Der Tennisklub Grün-Weiss Mannheim e. V. ist ein Tennisverein aus Mannheim, dessen erste Herrenmannschaft der 1. Tennis-Bundesliga angehört und 2019 bereits zum achten Mal den Titel des Deutschen Mannschaftsmeisters erringen konnte.
Der Verein entstand 1948 aus der Fusion der beiden Traditionsvereine Lawn-Tennisklub Mannheim (am Friedrichsring, gegründet 1900) und des Tennis- und Turnierklubs Grün-Weiss Mannheim (am Neckarplatt, gegründet 1928). Er ist mit ca. 1000 Mitgliedern der größte Tennisverein in Baden und als Mitglied der Leading Tennis Clubs of Germany einer der traditionsreichsten Tennisclubs in Deutschland. Zu den prominentesten Mitgliedern zählen Steffi Graf und Boris Becker. Auf über 50.000 Quadratmetern stehen dem Verein 18 Sandplätze, drei Hallenplätze, ein Freischwimmbad, ein Klubhaus mit Gastronomie, eine Geschäftsstelle sowie Grünflächen zur Verfügung.
Neben der ersten Herrenmannschaft sind auch mehrere Seniorenmannschaften in den höchsten deutschen Spielklassen vertreten. Insgesamt nehmen derzeit (Stand: 2019) 35 Mannschaften in diversen Altersklassen an den Verbandsspielen teil, darunter elf Jugendmannschaften.

## Geschichte

### 1900–1919
Im Frühjahr des Jahres 1900 erschien in einer Mannheimer Zeitung eine Anzeige. Gesucht wurden auf diesem Weg „Damen und Herren mit großem Unternehmungsgeist zur Gründung des ersten Mannheimer Tennisvereins“. Man war sich aber mit allen anderen in dem Wunsch einig, den weißen Sport in Gemeinschaft und in großem Rahmen zu betreiben. So wurde am 14. Juli 1900 der Lawn-Tennis Klub Mannheim gegründet, dessen erste Spielstätte sich am Friedrichsring befand, wo heute das Nationaltheater steht. Der Jahresbeitrag wurde auf zwanzig Mark festgelegt.
Da manche LTK-Mitglieder schon früh die enge Verbindung zwischen Tennis und Hockey pflegten, wurde 1905 auf den Rennwiesen das erste Spiel mit dem Krummstock ausgetragen und 1907 der Mannheimer Hockey Club gegründet, der 1915 auf dem Gelände des Lawn-Tennis-Klubs ein Spielfeld erhielt.

### 1920–1932
Anfang der 1920er Jahre reifte der LTK neben dem TC Blau-Weiss Berlin zu einer der führenden Adressen im damaligen Tennissport. Bereits 1921 erreichte das Herren-Team die Vorschlussrunde der Deutschen Vereinsmeisterschaft; es musste sich dann aber dem Leipziger Sportclub geschlagen geben. Ein Jahr später, 1922, gewann der LTK Mannheim mit einem 7:2-Sieg im Endspiel gegen den LTC Düsseldorf die Deutsche Mannschaftsmeisterschaft. Zwei Jahre später wurde der zweite Platz erreicht; der Klub unterlag im Finale dem Berliner SC mit 7:2.
1925 legte der LTK das „Lawn“ ab und firmierte fortan als „Tennisklub Mannheim“. 16 Spielfelder, in zwei langen Fluchten angeordnet, darunter zwei Meisterschaftsplätze, erlaubten einen geordneten Sportbetrieb. Der Verein zählte inzwischen über 500 Mitglieder.
Am 14. Juli 1928 wurde der Tennis- und Turnierklub Grün-Weiss e. V. am Mannheimer Neckarplatt gegründet. Die Anlage umfasste 11 Allwetterplätze, darunter einen tiefgelegenen Meisterschaftsplatz, der etwa 2000 Zuschauern Platz bot. Zum Tennisklub am Goetheplatz bestand eine freundschaftliche Rivalität. 1936 wurde das Gelände um ein Schwimmbad – zum großen Teil aus Spenden finanziert – erweitert.

### 1933–1946
Die Rassenpolitik der neuen Machtinhaber traf beide Tennisklubs 1933 hart. Die Diskriminierung der jüdischen Mitglieder konnte nicht verhindert werden. Jede Sportgemeinschaft musste laut Gesetz den Arierparagraphen in die Satzung aufnehmen. Kurzgefasst: Ausschluss aller jüdischen Mitglieder aus den Leitungsgremien und Turniermannschaften. Die Zeit von 1939 bis 1945 fügte dem Mannheimer Tennis insgesamt großen Schaden zu, da zusätzlich zum Ausschluss der jüdischen Mitglieder viele andere dem Krieg zum Opfer fielen.
Obwohl nach Ende des Krieges durch Beschluss der Besatzungsmächte alle Vereine als aufgelöst galten, ließen sich private Initiativen nicht verbieten. Bereits im Februar 1946 traf sich eine kleine Schar ehemaliger Mitglieder beider Klubs, um eine eventuelle Neugründung zu besprechen. Die erste Bestandsaufnahme war jedoch nicht sehr positiv – der alte Tennisklub stand ohne Platz da. Daher wich man zunächst aus zu „Blau-Weiss“, dem 1933 auf der Sellweide gegründeten Nachbarn, wo 1946 schon wieder Bälle geschlagen werden konnten.

### 1946–1959

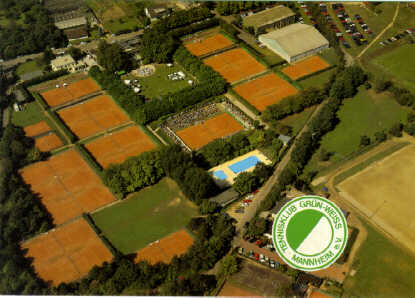
Klubanlage aus der Vogelperspektive

Für die Weiterentwicklung des Mannheimer Tennis nach dem Krieg war eine sportliche Fusion vonnöten. Nach Vorgesprächen und „kleinen“ Mitgliederversammlungen im Tennisklub und bei Grün-Weiss waren beide geneigt, angesichts der besonderen Situation die sportliche Zukunft gemeinsam zu gestalten. Am 24. Juni 1948 beschlossen 25 Mitglieder im Restaurant Arkadenhof den Zusammenschluss beider Vereine, um auch auf frühere Traditionen aufzubauen. Man entschied sich für den Namen „Tennis- und Turnierklub e. V. Mannheim“. Der Klub zählte 70 Mitglieder, der Jahresbeitrag betrug 60 DM.
Im März 1956 wurde auf der ordentlichen Mitgliederversammlung die Umbenennung in „Tennisklub Grün-Weiss Mannheim e. V.“ beschlossen – eine Namensverbindung des früheren „Tennis-Klub Mannheim“ am Friedrichsring und dem ehemaligen „Grün-Weiss“. Der Klub zählte bereits über 500 Mitglieder, darunter 200 Jugendliche.

### 1960–1979
In den folgenden Jahren ging die sportliche Entwicklung stetig bergauf und schlug sich in zahlreichen Badischen Meisterschaften in den unterschiedlichsten Altersklassen nieder. Im Jahr 1965 erreichte die 1. Herrenmannschaft auf eigener Anlage sogar einen dritten Platz bei der Deutschen Mannschaftsmeisterschaft. Vereinssportlich ist zudem das Jahr 1974 hervorzuheben, als die erste Herrenmannschaft in die Bundesliga aufgestiegen ist.

### 1980–1999

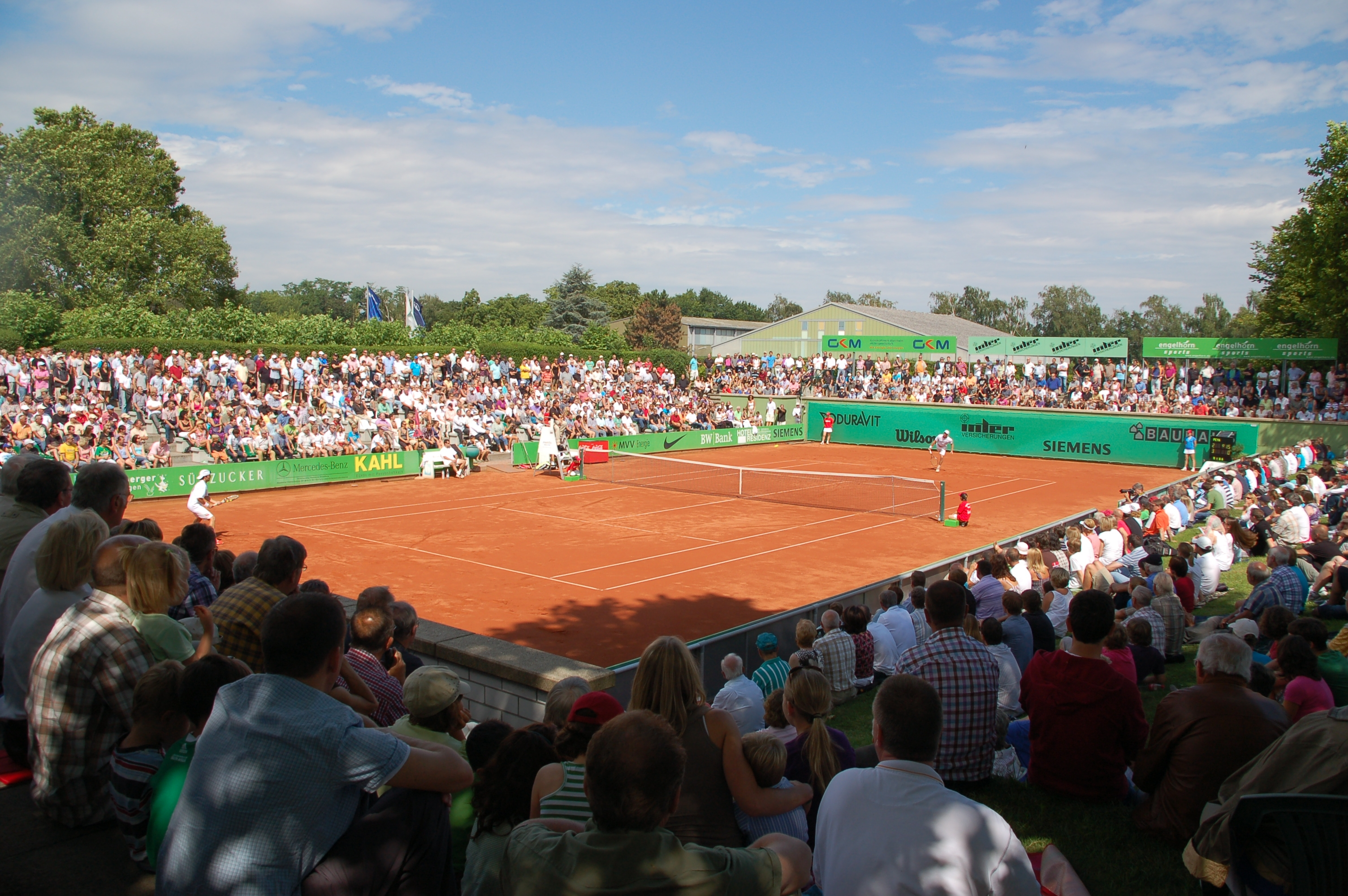
Voller Centercourt beim Bundesligaspiel

1983 stand der Deutsche Jugendmeister Boris Becker im Alter von 16 Jahren bereits auf der Bundesliga-Meldeliste des Klubs. Er spielte für Grün-Weiss beim Wiederaufstieg in die Bundesliga und ein Jahr später beim Gewinn der Deutschen Mannschaftsmeisterschaft in der Halle. Boris Becker erhielt 1987 die Ehrenmitgliedschaft im Grün-Weiss und war in dem Jahr zudem an Punkt 1 des Klubs gemeldet. Mit Patrik Kühnen und ihm standen zwei Grün-Weiss-Spieler im Daviscup-Team, das 1988, erstmals in der deutschen Tennisgeschichte, den Silberpokal gewann – in Göteborg wurde Schweden mit 4:1 besiegt.
1993 war das Jahr, in dem der Titel des Deutschen Mannschaftsmeisters nach 1922 zum zweiten Mal in die Quadratestadt ging. Der Favorit und neunfache Sieger in vorangegangenen Finalrunden BW Neuss wurde in den beiden Endspielen mit 5:4 und 5:1 besiegt. Des Weiteren stieg die Mitgliederzahl in diesem Jahr erstmals auf über tausend an, und der 2. Herren-Mannschaft gelang der Aufstieg in die höchste badische Spielklasse (Oberliga). Das Bundesligateam nahm als Vertreter Deutschlands am Europacup der Landesmeister teil, verlor dort aber in der ersten Runde gegen Toulon. 1996 wurde der Klub zum dritten Mal Vereinsmeister in Deutschland. In den beiden Endspielen wurde ETuF Essen vor insgesamt über 8.000 Zuschauern mit 6:3 und 5:1 besiegt. Nach diesem Erfolg beendete Helmut Lüthy nach über 15 Jahren sein Engagement als Trainer der Bundesligamannschaft. Gerald Marzenell übernahm seine Nachfolge. 1999 gewann Grün-Weiss die Deutsche Vizemeisterschaft nach einer Finalniederlage gegen Essen und wurde zudem von der Stadt Mannheim mit der Auszeichnung „Mannschaft des Jahres 1999“ ausgezeichnet.

### Seit 2000

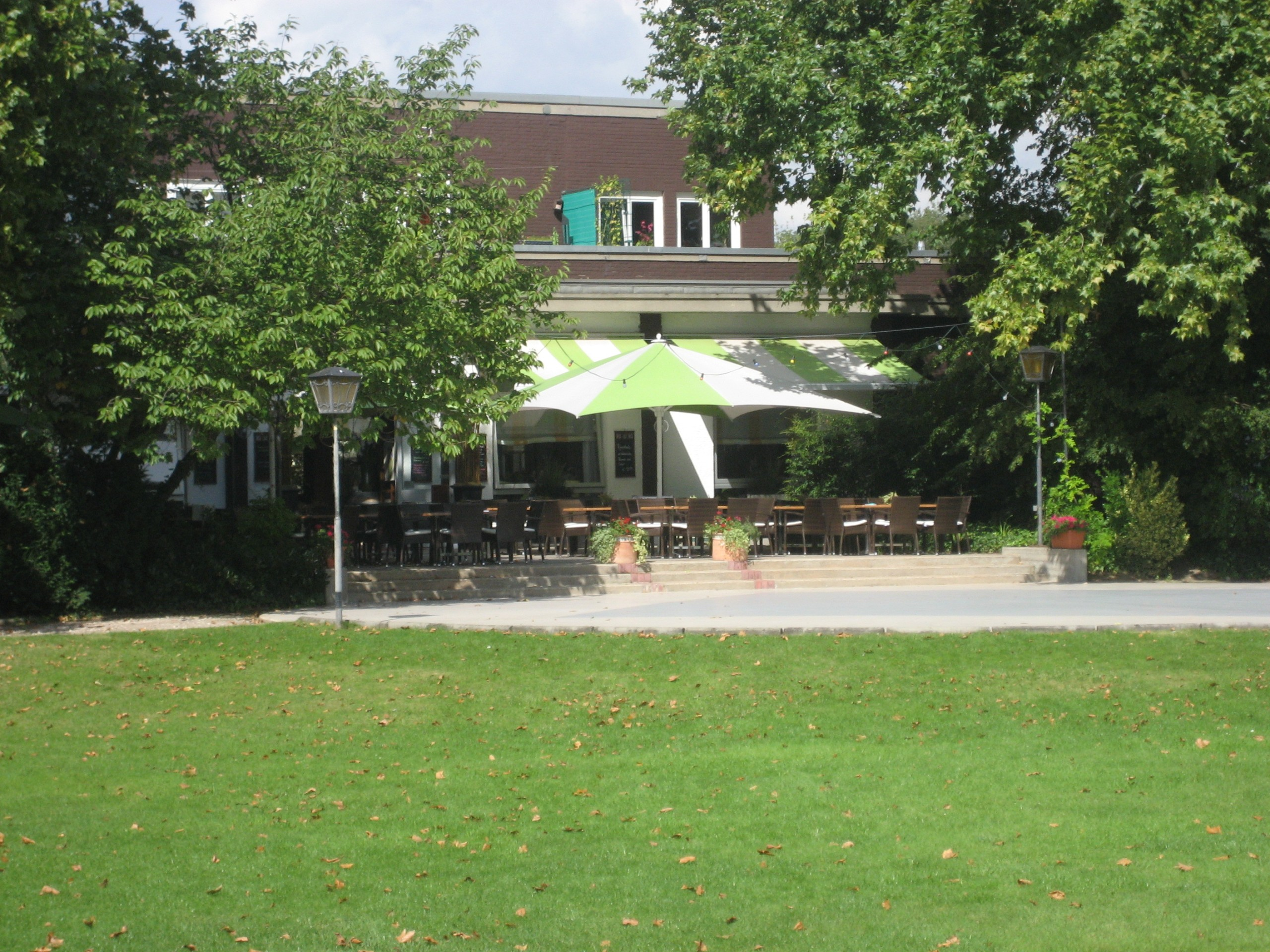
Klubhaus und Terrasse

Im Jahr 2000 feierte der Tennisklub unter dem Motto „100 Jahre Tennisklub Grün-Weiss Mannheim e. V. … eine erfolgreiche Geschichte mit Zukunft …“ sein großes Jubiläum. 2002 stieg die Mannschaft erstmals seit 1985 aus der höchsten Spielklasse ab. Ein Jahr später gelang allerdings mit nahezu unverändertem Kader ungeschlagen der Gruppensieg in der 2. Bundesliga Süd und somit der direkte Wiederaufstieg. Gleichzeitig sorgte auch die 1. Damenmannschaft für ein Novum, da sie ebenso ungeschlagen in die 1. Bundesliga aufstieg, womit sich erstmals beide Mannschaften in der höchsten deutschen Spielklasse wiederfanden. Die 1. Damen des Klubs stiegen 2004 wieder in die 2. Bundesliga ab. In den Jahren 2011 bis 2013 beendete das Herren-Bundesligateam die Saison jeweils mit Platz 4, von 2014 bis 2016 wurde das Team jeweils Dritter. 2016 feierte der Klub sein 40-jähriges Bundesliga-Jubiläum. 2008 und 2017 wurde die 1. Herrenmannschaft jeweils Deutscher Vizemeister. In den Jahren 2005, 2007, 2010 und 2018 holte das Team erneut den Meistertitel nach Mannheim. Am 11. August 2019 gewann das Bundesligateam von Grün-Weiss Mannheim mit Teamchef Gerald Marzenell zum 8. Mal die Deutsche Mannschaftsmeisterschaft. Highlights mit Rekord-Zuschauerzahlen am Feudenheimer Neckarplatt waren die Auftritte von Tommy Haas in den Jahren 2012, 2013 und 2017 sowie von Dominic Thiem im Jahr 2018.

## Titel und Erfolge
- Deutscher Mannschaftsmeister: 1922, 1993, 1996, 2005, 2007, 2010, 2018 und 2019
- Deutscher Vizemeister: 1924, 1999, 2008 und 2023
- Deutscher Hallenmeister: 1984

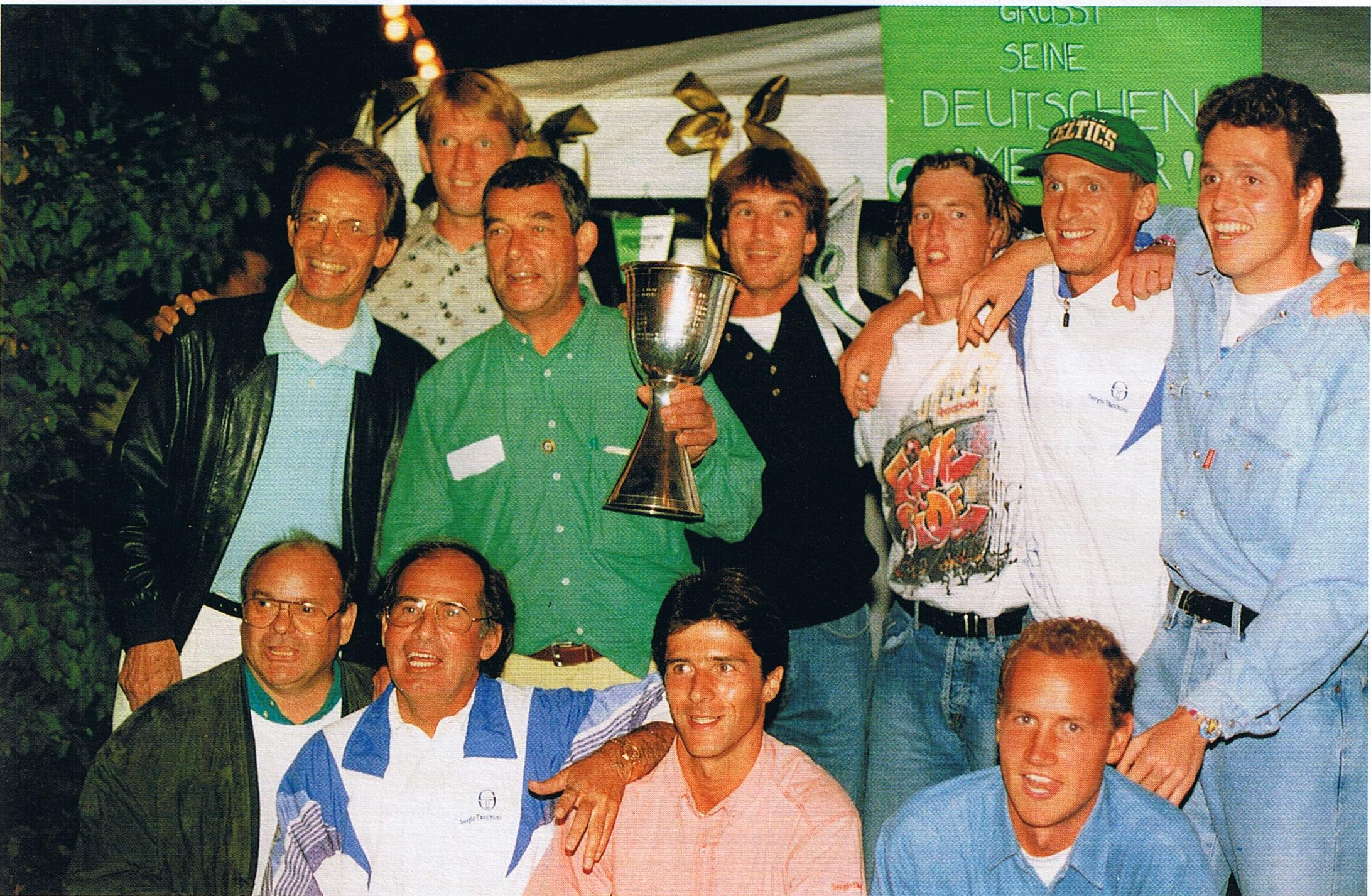
Meistermannschaft 1993
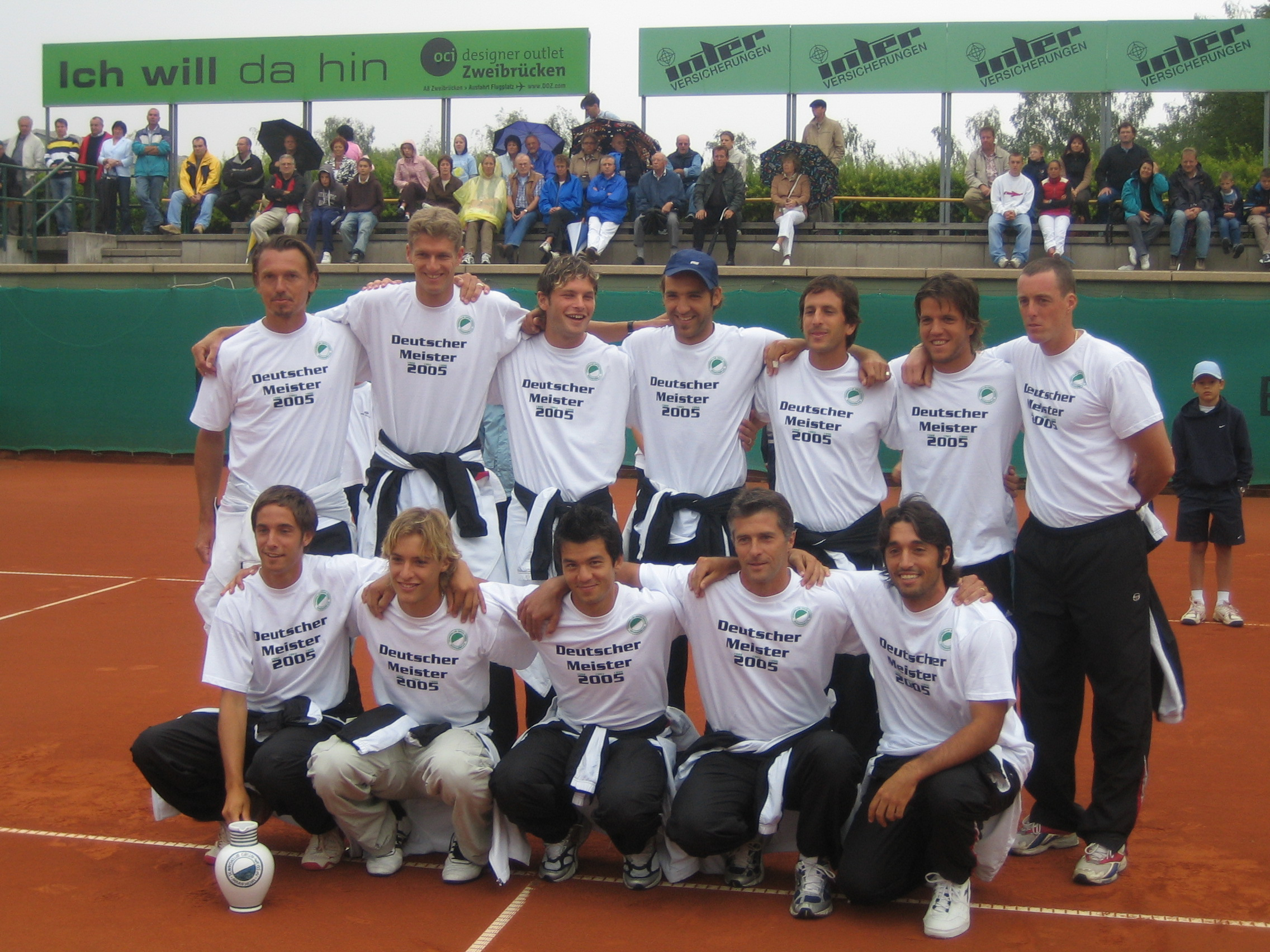
Meistermannschaft 2005
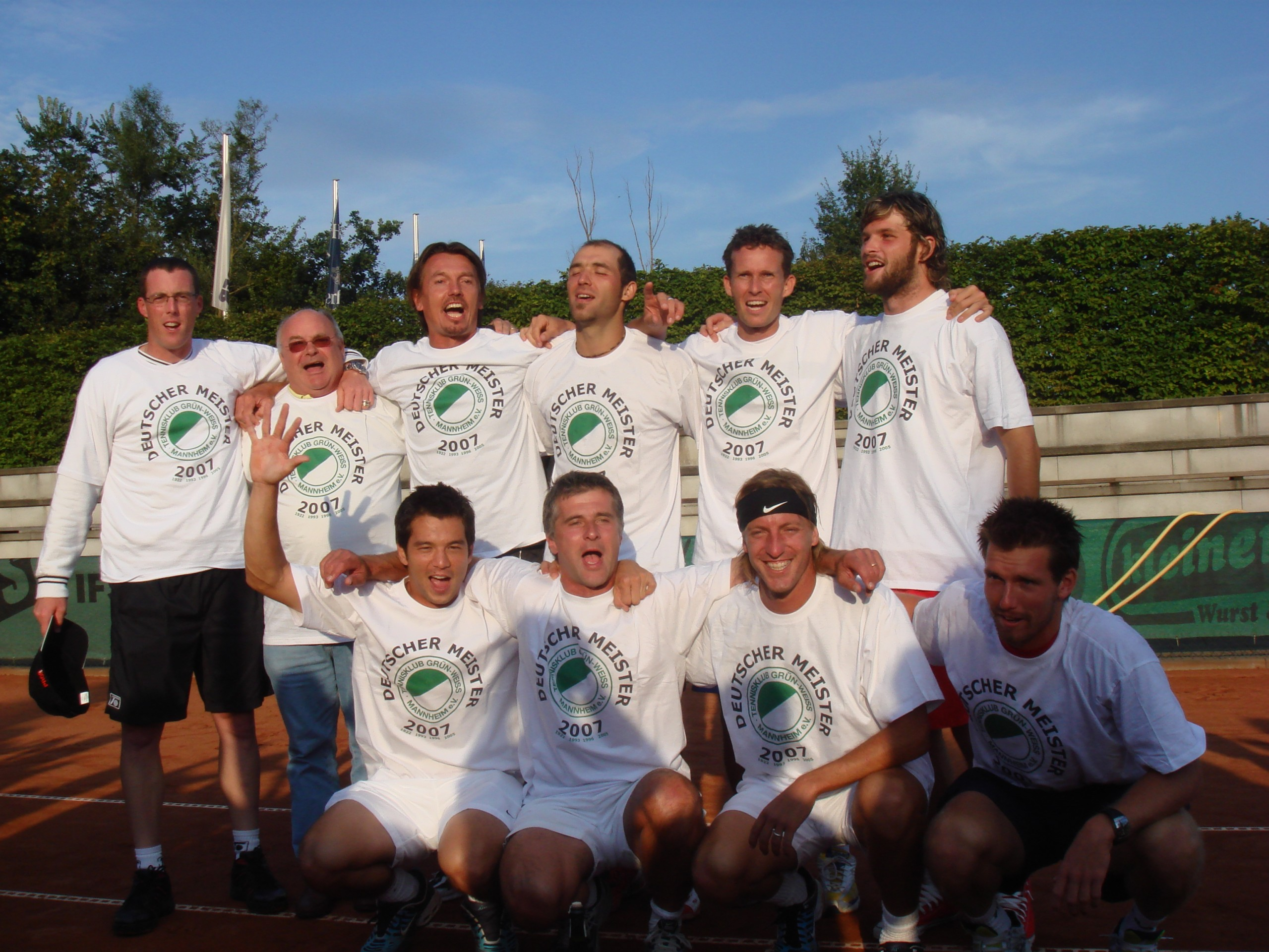
Meistermannschaft 2007
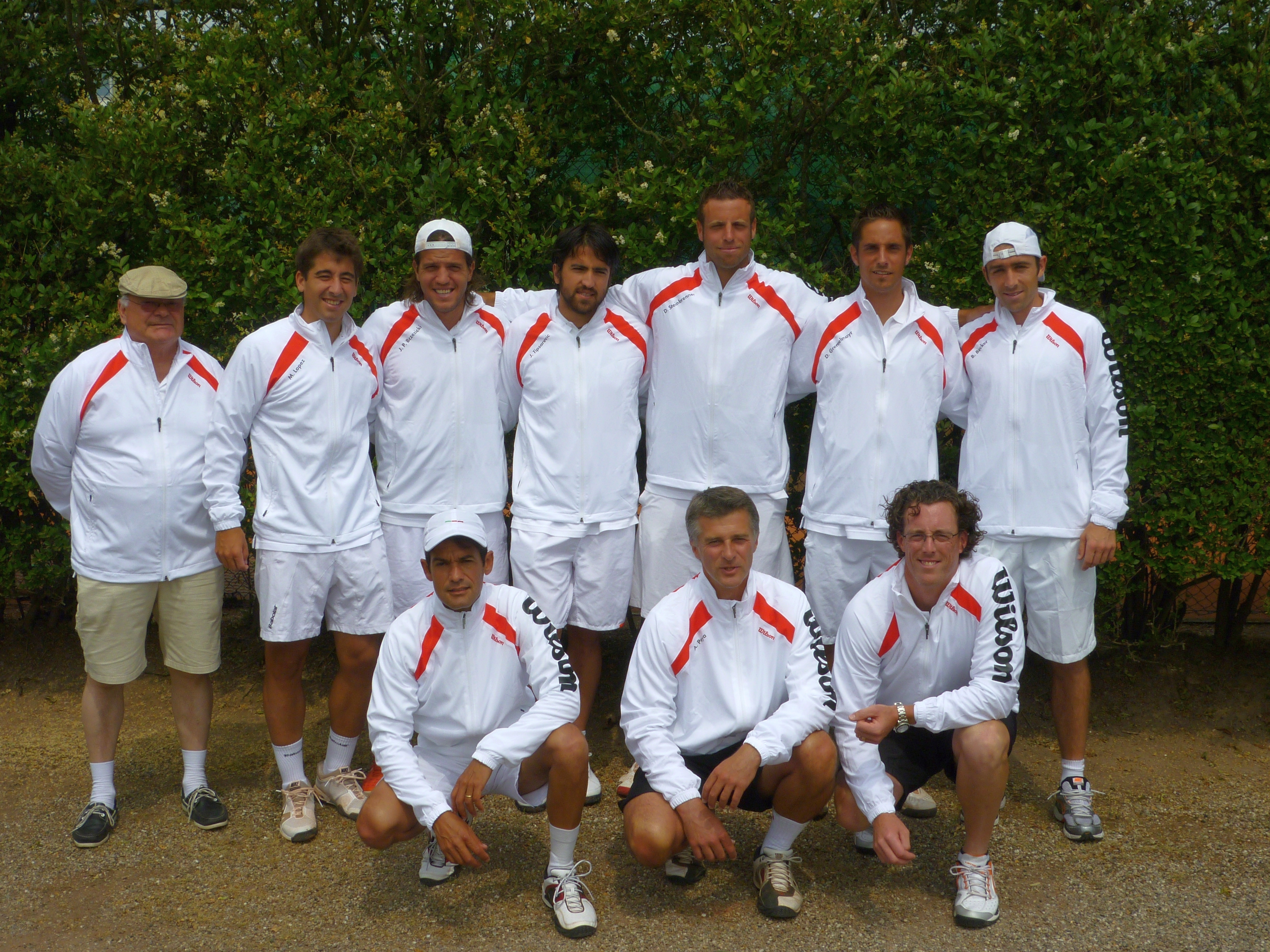
Meistermannschaft 2010

## Bundesliga
Aushängeschild des Klubs ist die 1. Herrenmannschaft, die im Sommer 2014 bereits ihre 38. Saison in der 1. Bundesliga spielte und damit alleiniger Rekordhalter in Sachen Zugehörigkeit zur 1. Bundesliga ist. Über 2.500 Zuschauer besuchen regelmäßig die Heimspiele auf der Anlage am Neckarplatt. Die Mannschaft wird an den Spieltagen, an denen vier Einzel und zwei Doppel gespielt werden, von Teamchef Gerald Marzenell und dem Trainer Dirk Dier gecoacht.

### Aktueller Kader 1. Herrenmannschaft
| Position | Spieler             |
| 1        | Dominic Thiem       |
| 2        | Damir Džumhur       |
| 3        | Peter Gojowczyk     |
| 4        | Maximilian Marterer |
| 5        | Federico Delbonis   |
| 6        | Radu Albot          |
| 7        | Nicolás Kicker      |
| 8        | Gerald Melzer       |
| 9        | Tobias Kamke        |
| 10       | Daniel Brands       |
| 11       | Robin Kern          |
| 12       | Andreas Beck        |
| 13       | Björn Phau          |
| 14       | Justin Schlageter   |
| 15       | Jannik Giesse       |
| 16       | Marc Lopez          |

## Ehemalige Spieler
| Bekannte Spieler - Boris Becker - Patrik Kühnen - Rainer Schüttler - Wilhelm Bungert - Alexander Popp - Tommy Robredo - Fernando Vicente - Steffi Graf | Rekordspieler - Gerald Marzenell, 207 Bundesligaspiele/94 Siege - Dirk Dier, 203/118 - Hans Engert, 179/110 - Patrik Kühnen, 153/88 |